# Audacious
Audacious é um tocador de mídia livre com foco em baixa utilização de recursos, alta qualidade de áudio e suporte a uma ampla variedade de formatos. É desenvolvido primariamente para sistemas POSIX como Linux e unix-like, com suporte limitado ao Microsoft Windows.  Audacious é o tocador de áudio padrão no Lubuntu e no Ubuntu Studio.

## História
Audacious iniciou-se como um fork do Beep Media Player, o qual por sua vez fork do XMMS e que era nomeado X11Amp (um dos primeiros clones do Winamp para Linux), depois que sua equipe de desenvolvimento anunciou que iria interromper seu desenvolvimento para criar uma nova versão chamada BMPx.
A partir da versão 2.1, Audacious inclui, ao lado da interface das versões anteriores, uma nova interface baseada no GTK+ e chamada GTKUI, a qual se tornou padrão a partir da versão 2.4..
Anteriormente a versão 3.0, Audacious utilizava o toolkit GTK+ 2.x. Suporte parcial para GTK+ 3.x foi adicionado na versão 2.5, e total na versão 3.0, que o utiliza como padrão.